# Bjorn van den Ende
Bjorn van den Ende (Naarden, 10 januari 1986) is een Nederlands roeier.
Van den Ende was reserve voor de Olympische Zomerspelen 2012. Hij nam samen met Jort van Gennep, Tim Heijbrock (zijn neef) en Joris Pijs deel aan de Olympische Zomerspelen 2016 in de lichte vier-zonder met een elfde plaats als resultaat. 
Na de Olympische Spelen van 2016 maakte Van den Ende de overstap naar het zware roeien. In de zware acht won hij onder meer zilver op de Wereldkampioenschappen van 2019, in een Nederlands record. Bij de Olympische Spelen van 2020 in Tokio maakte Van den Ende deel uit van de acht die de vijfde plaats behaalde.
Begin 2023 beëindigde Van den Ende zijn roeicarrière. In een interview met Trouw gaf hij openheid over hoe hij vooral in zijn jaren als lichte roeier te kampen had gehad met de eetstoornis boulimie.

## Palmares

### lichte vier zonder stuurman
- 2013: 9e EK - 6.44,28
- 2013: 12e WK - 6.01,33
- 2014: 6e WK - 5.59,18
- 2015: 5e EK - 5.56,54
- 2015: 5e WK - 6.00,83
- 2016: 4e EK - 6.51,74
- 2016: 11e Olympische Spelen - 6.37,28

### lichte acht met stuurman
- 2012: 7e WK - 5.47,01

### twee zonder
- 2022: 10e EK - 6.58,64

### vier zonder
- 2018: 5e EK - 6.00,31
- 2018: 4e WK - 5.47,78

### acht met stuurman
- 2017:  EK - 5.31,05
- 2017: 4e WK - 5.29,23
- 2019:  EK - 5.27,97
- 2019:  WK - 5.19,96
- 2020:  EK - 5.34,21
- 2021:  EK - 5.32,25
- 2021: 5e OS - 5.27,96